# Deianira
Deianira o Deianeira (in greco antico: Δηϊάνειρα?, Dēiáneira), è un personaggio della mitologia greca. Fu una principessa di Calidone.

## Genealogia

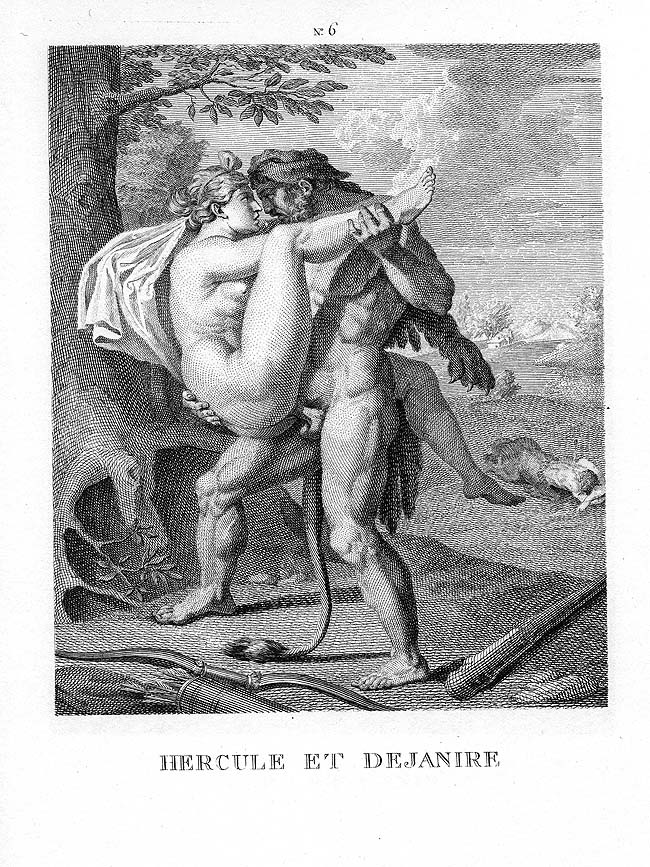
Eracle e Deianira, incisione francese del XVIII secolo tratta da I Modi di Pietro Aretino e Marcantonio Raimondi.

Figlia di Oineo o di Dioniso e di Altea, sposò Eracle e fu madre di Illo, Ctesippo, Gleno, Onites e Hodites.
Secondo Igino, il padre di Deianira fu Dessameno; ma dello stesso mito da lui raccontato, se confrontato con quello di un autore greco, il nome corretto della donna in questione corrisponde a Mnesimache.

## Mitologia
Fu notata da Ercole che s'innamorò di lei e che combatté contro Acheloo per averla e sposarla.

### La tunica di Nesso
Tre anni dopo ed esiliati da Calidone, durante il viaggio giunsero sulla sponda del fiume Eveno e per attraversarlo si fidarono del traghettatore (il centauro Nesso) che, dopo aver traghettato prima Ercole, quando fu il turno di Deianira cercò di violentarla.

Lei chiamò l'aiuto del marito che colpì al cuore il centauro con una freccia e questi, sul punto di morte le parlò dicendole che se avesse voluto possedere uno strumento d'amore con cui tenere l'amore del marito solo per sé, doveva raccogliere il sangue che gli sgorgava dal cuore e dalla punta della freccia ed aggiungerci il seme che aveva lasciato cadere (oppure di mescolare sangue e seme con dell'olio d'oliva e di ungere il chitone di Eracle).

Deianira lo fece e tenne il segreto per sé.

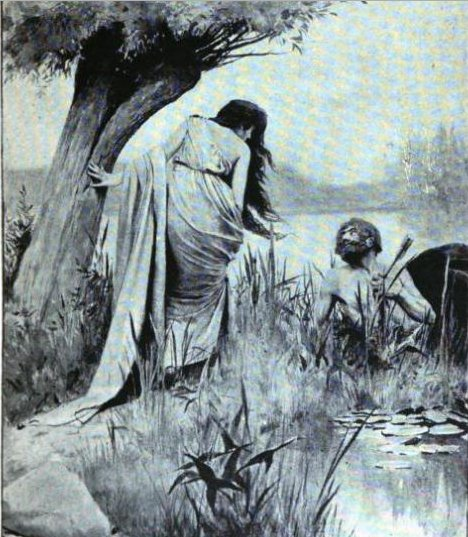
Deianira e Nesso, di Howard Pyle.

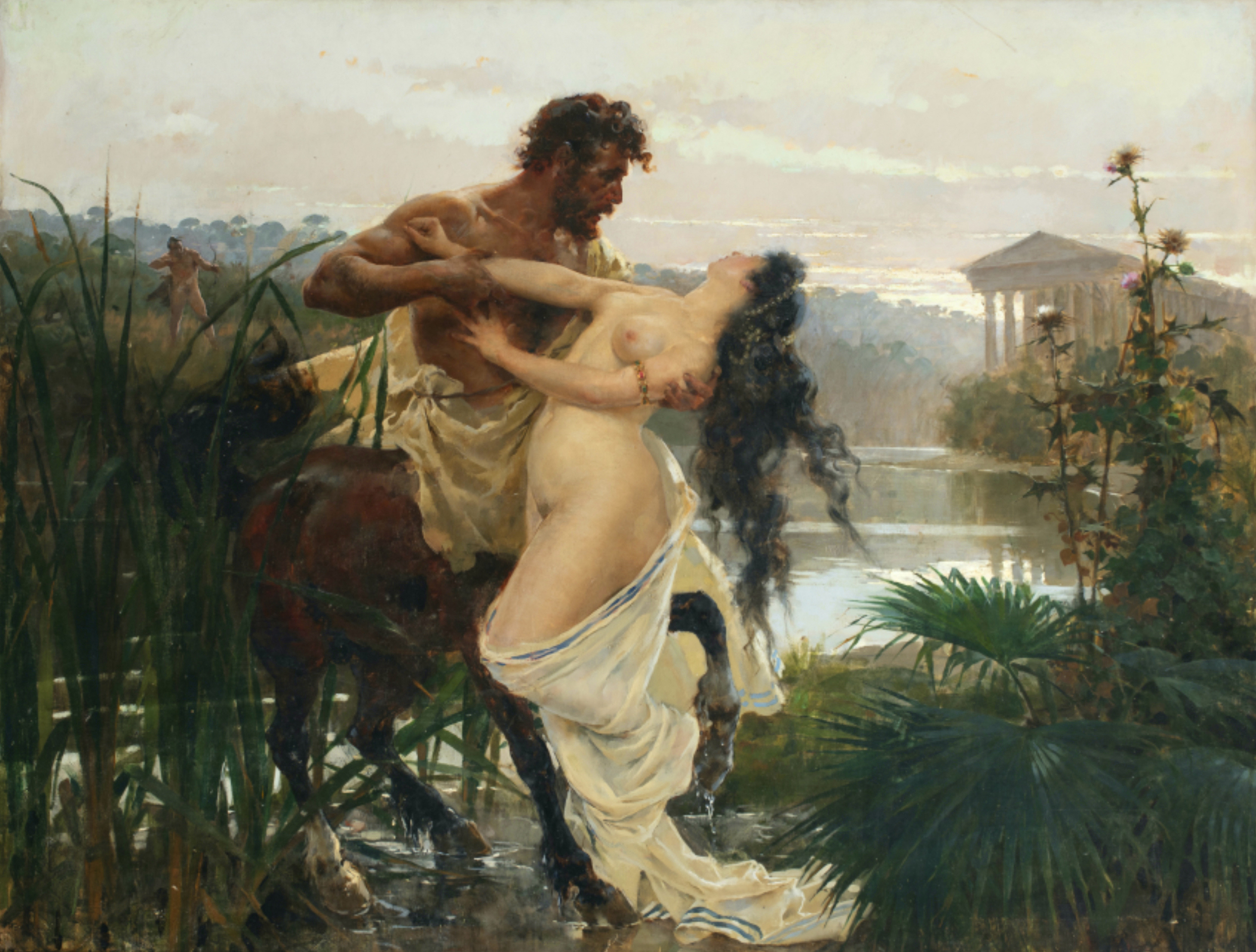
Nesso e Deianira, di Enrique Simonet.

Giunti in Tessaglia, Deianira seppe da Lica che Eracle aveva imprigionato la principessa Iole e dell'amore che provava per lei e quando le disse che Eracle desiderava avere le vesti che era solito indossare per le celebrazioni prese il sangue di Nesso e (pensando che fosse un incantesimo d'amore), lo cosparse sulla tunica del marito senza però sapere che quel sangue era in realtà la vendetta di Nesso contro la vita di Ercole.
La veste, nota anche come tunica di Nesso, una volta indossata dal marito rilasciò il suo veleno che incominciò ad irritare la sua pelle e a penetrargli nel corpo debilitandolo, fino a quando lui la tolse e si vide la sua malattia.

Deianira, resasi conto di ciò che aveva fatto, disperata si è uccisa con una spada.

### La versione di Igino
Igino (che era un latino) nelle Favole ripercorre lo stesso mito già descritto da Apollodoro e Diodoro Siculo, ma durante la narrazione aggiunge un episodio dove Deianira (qui figlia di Dessameno il re di Oleno), viene amata da Eracle e dopo la sua partenza viene desiderata anche da un centauro che chiama Euritione. Questa versione si conclude con l'uccisione del centauro e il ritorno della vita di Deianira al fianco di Eracle.
Della stessa vicenda però, negli scritti di Apollodoro si legge che il nome della figlia di Dessameno è Mnesimache.
Anche tra gli scritti di Diodoro Siculo e di Pausania viene citato l'interagire tra Dessameno ed Euritione durante la presenza a corte di Eracle.

## Deianira nell'arte

### Musica
- Deianira (Dejanir) - Opera lirica di Camille Saint-Saëns.

### Pittura
- Deianira presta ascolto alla Fama di Peter Paul Rubens (1638 circa).
- Ratto di Deianira di Luca Giordano.